# Kuc hackney

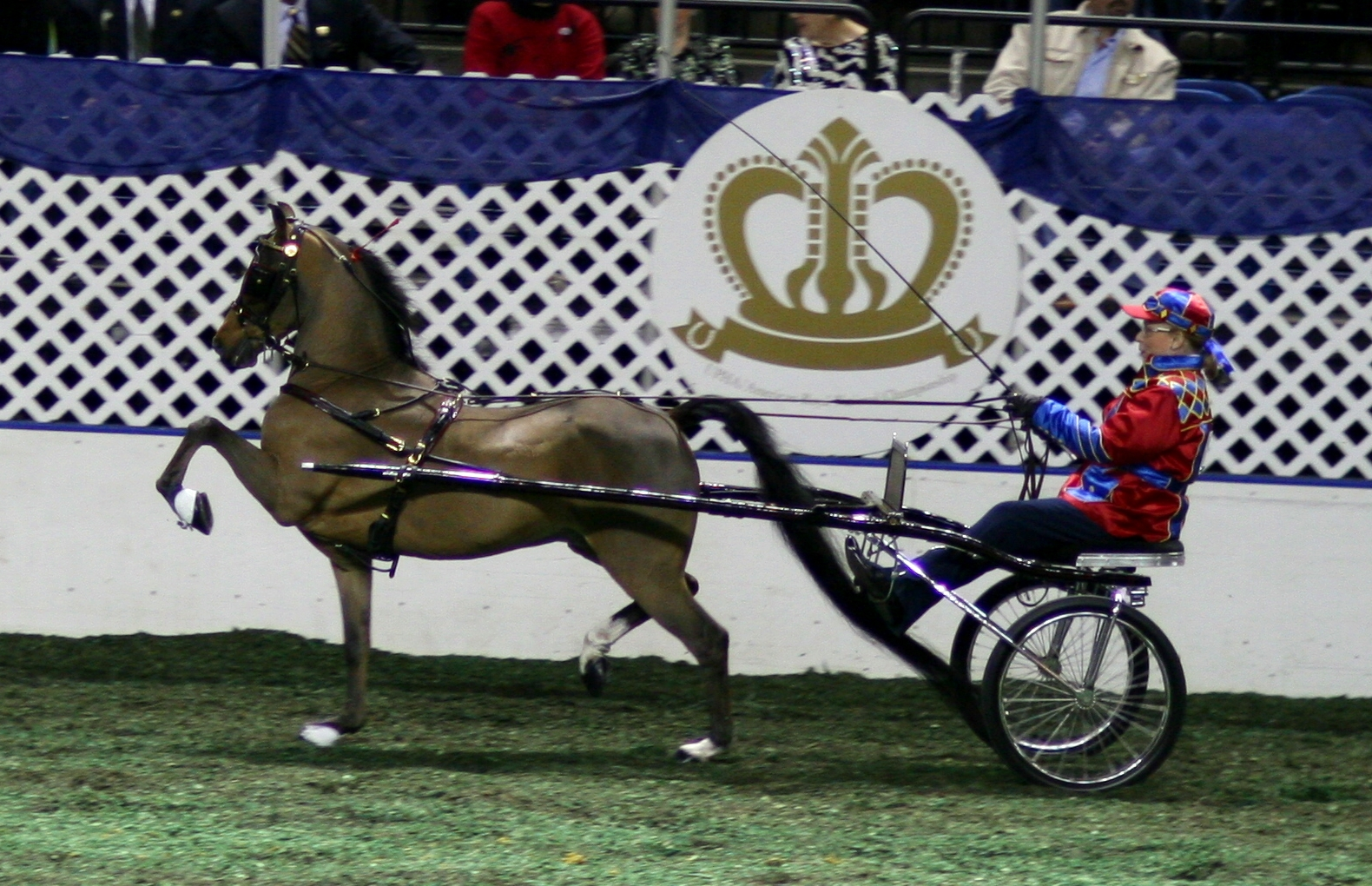
Kuc Hackney

Hackney (Hackney Pony) – kuc dzielący księgę stadną z większym koniem tej samej rasy,  W dużym stopniu ma też z nim wspólnych przodków - kłusaki z Norfolk i Yorkshire (z XVIII i XIX wieku). Nie jest to rasa zwykłych małych koni, lecz prawdziwych kuców z typowym dla nich charakterem. Dzięki ciekawemu i bardzo charakterystycznemu sposobowi ruchu rasę tę można obecnie często spotkać na różnego rodzaju pokazach. Wysokość w kłębie 122-140 cm.

## Hodowla

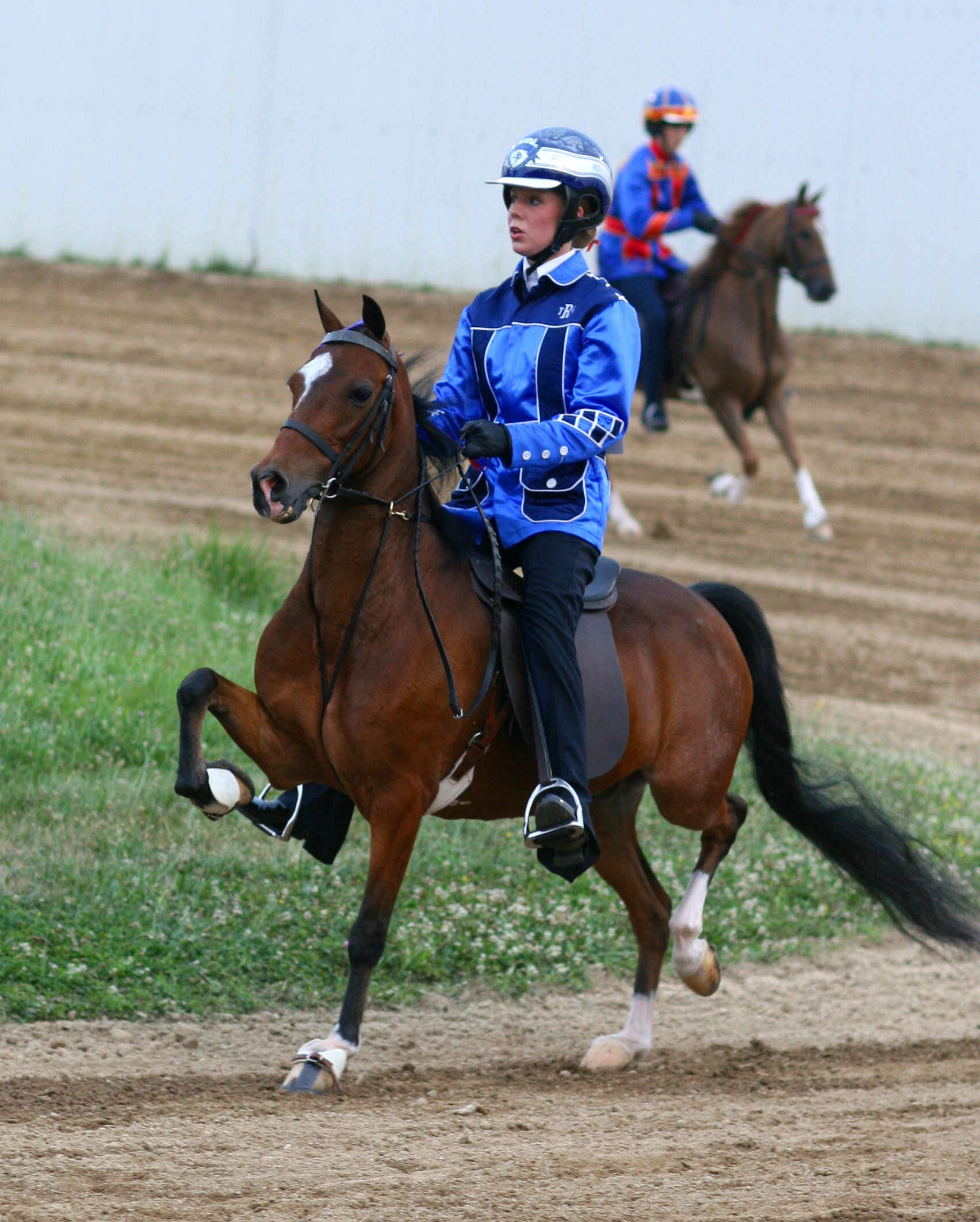
Kuc Hackney pod siodłem.

Rasa Hackney jest dziełem hodowcy Christophera Wilsona z Kirkby Lonsdale w Kumbrii. Około roku 1880 stworzył on wyróżniający się typ kuca, oparty na miejscowych kucach fell przekrzyżowanych rasą welsh. Czołowym ogierem Wilsona był Sir George, rasy yorkshire trotter, mający w rodowodzie (poprzez słynnego Norfolk Phenomenon) pierwszego liczącego się konia wyścigowego Flying Childers. Żeński przychówek Sir George'a był kojarzony wstecznie z ojcami w celu wytworzenia kuców o atrakcyjnym ruchu w zaprzęgu. Ich wzrost limitowało zimowanie w chowie bezstajennym, co nadało im wytrzymałość i wytrwałość.
Został wykorzystany w tworzeniu kuców szetlandzkich.

## Cechy charakterystyczne
Hackney, użytkowany zaprzęgowo, charakteryzuje się wrodzonym ruchem z wysokim wyrzutem nóg. Jest odważny i wytrzymały. Wrodzoną elegancję widać przede wszystkim w zarysie głowy, a także delikatnej i jedwabistej sierści. Ma również niezbyt długi grzbiet.